# 田中鎮

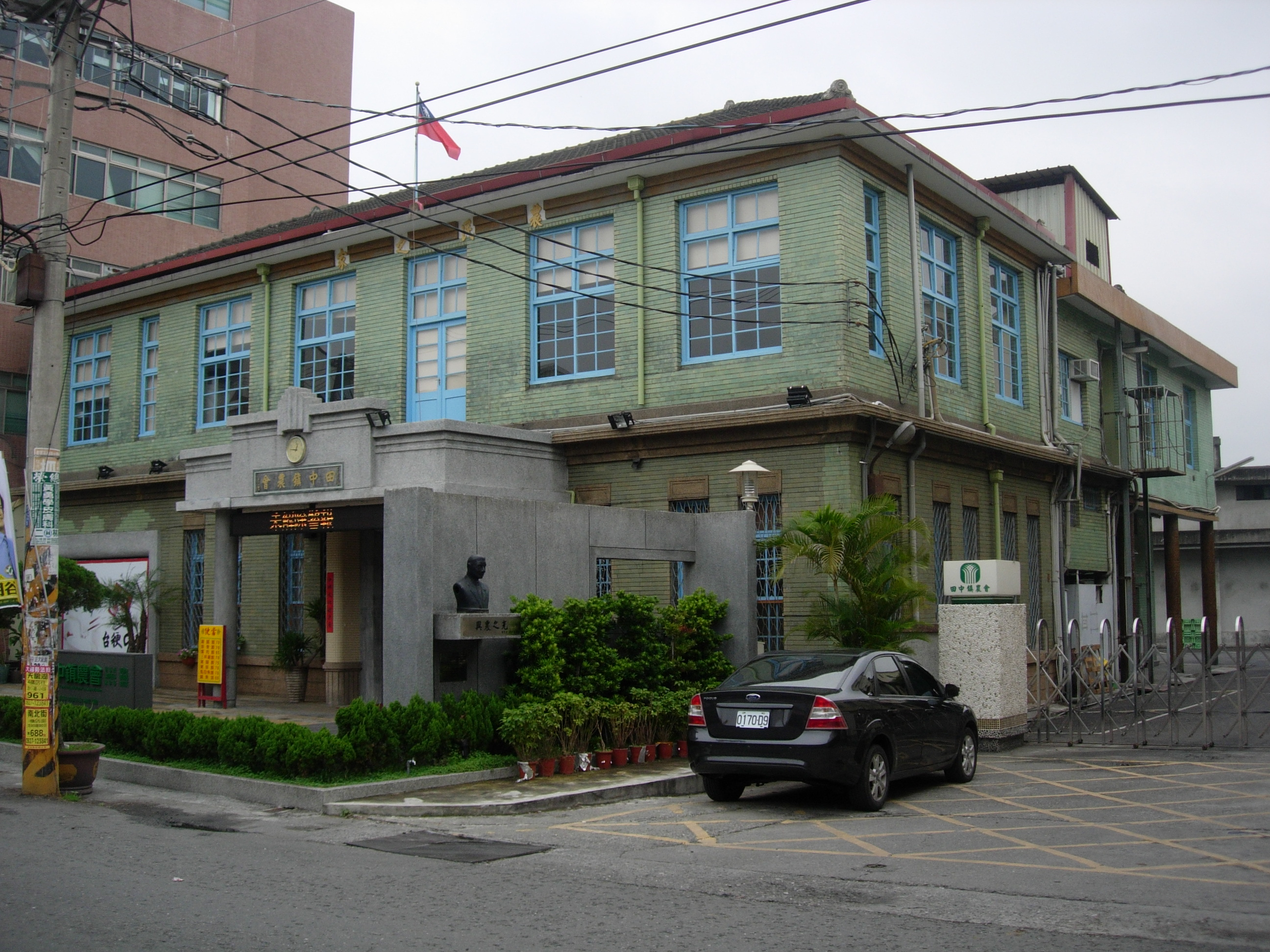
田中鎮農会旧庁舎

田中鎮（ティエンジョン/でんちゅう/たなか-ちん）は、台湾彰化県の鎮。

## 地理
緯度と経度：23°51′N 120°35′E

## 歴史
田中鎮は周囲を水田に囲まれていたことから「田中央」と称され、日本統治時代に和風地名「田中」（たなか）改称されている。
清代は台湾府彰化県太武東堡及び東螺東堡の一部分に帰属し、乾隆末年から嘉慶年間にかけて福建省漳州府及び泉州府から三塊厝沙仔崙一帯に入植が進み、小街廓（現在の沙崙里）が形成された。しかし道光30年に濁水渓の氾濫により旧街区は壊滅し、住民は「田中央」に移住し開拓に従事した。日本統治時代には台中県彰化支庁の管轄となり、1900年に沙仔崙支署、同年11月に続いて彰化田中支庁、1914年台中脳北斗支庁、1920年には台中州員林郡田中庄と改称され、1940年に街に昇格した。戦後は田中街は当初台中県の帰属となったが、1950年に彰化県に帰属するようになり現在に至っている。

## 行政区
| 里 |
| --- |
| 香山里、碧峰里、東源里、復興里、平和里、頂潭里、中潭里、龍潭里、北路里、西路里、東路里、南路里、中路里、新庄里、三安里、大崙里、沙崙里、新民里、梅州里、三民里、三光里、大社里 |

## 歴代鎮長
| 代 | 氏名 | 任期 |
| -- | ---- | ---- |

## 教育

### 高級中学
- 私立文興高級中学

### 高級職校
- 私立達徳高級商工職業学校

### 国民中学
- 彰化県立田中国民中学

### 国民小学
- 彰化県立田中国民小学
- 彰化県立新民国民小学
- 彰化県立東和国民小学
- 彰化県立内安国民小学
- 彰化県立大安国民小学
- 彰化県立明礼国民小学

## 交通

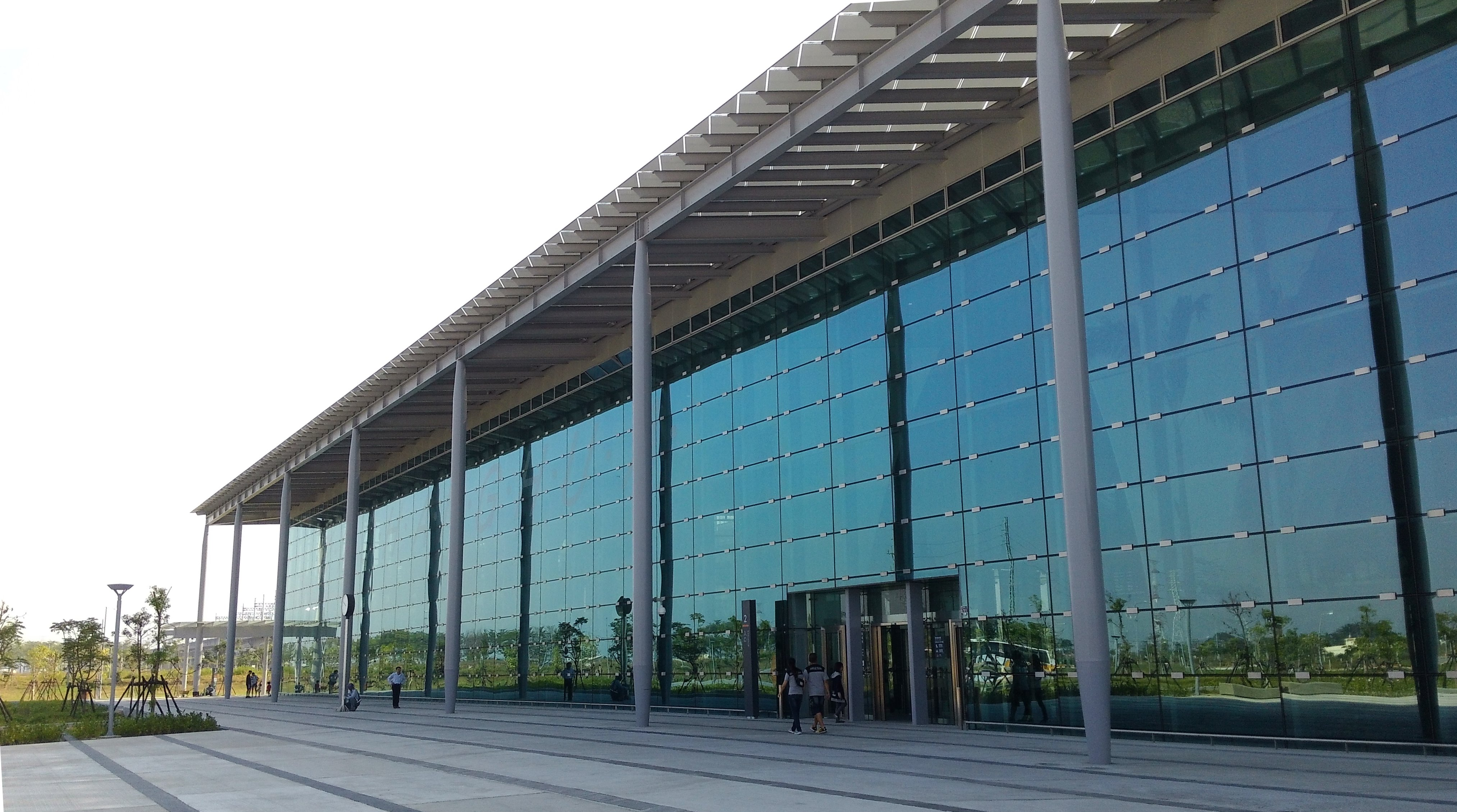
台湾高速鉄道彰化駅

| 種別 | 路線名称 | その他 |
| ---- | -------- | ------ |
| 鉄道 | 縦貫線   | 田中駅 |
| 鉄道 | 高速鉄道 | 彰化駅 |

## 観光

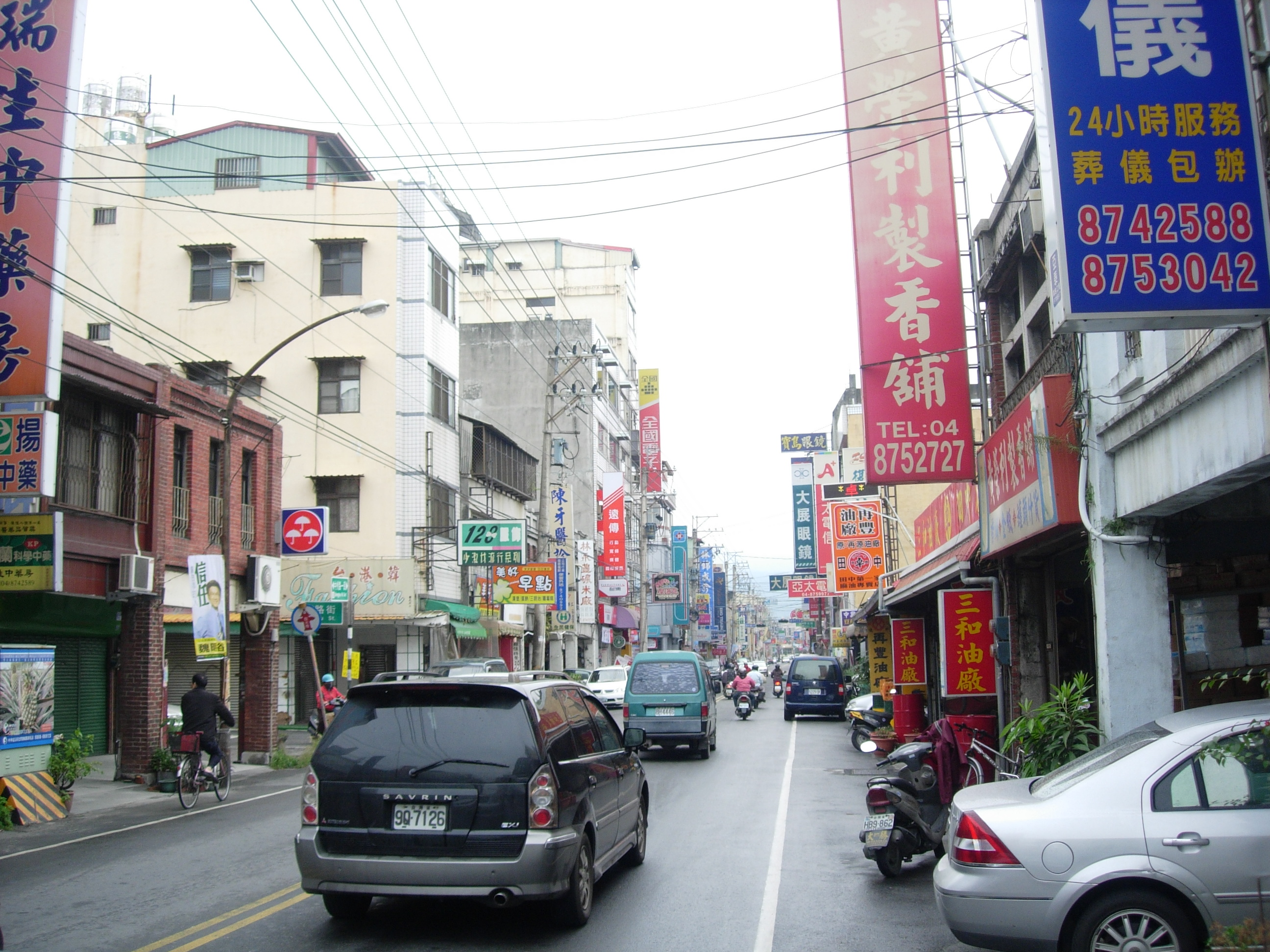
田中老街

- 田中乾徳宮
- 田中森林公園
- 原台中州農会田中倉庫
- 鼓山風景区
- 田中老街
- 田中蕭氏斗山祠
- 田中蕭氏書山祠
- 田中赤水崎公園